# Marcel Darrieux
Marcel Darrieux (Bordeaux, 18 ottobre 1891 – Saint-Jean-de-Luz, 2 settembre 1989) è stato un violinista francese.

## Biografia
Marcel Darrieux si diplomò prima al Conservatorio di Bordeaux nella classe di Joseph Gaspard nel 1906. Entrò al Conservatorio di Parigi nel 1908, vincendo il Premier Prix (primo nominato) nella classe di Berthelier nel 1912.A Parigi, Darrieux studiò anche con Lucien Capet. Dal 1921 suonò nell'Orchestre de l'Opéra-Comique. Dall'inizio degli anni Venti fu la spalla dell’Orchestre des Concerts Koussevitzky. La fama di Darrieux fu dovuta alle particolari circostanze che lo portarono ad essere il primo interprete del Concerto n. 1 di Prokof'ev. La prima esecuzione avvenne all'Opéra di Parigi il 18 ottobre 1923 sotto la direzione di Kusevickij.
Nella seconda metà degli anni Venti, Darrieux collaborò con il direttore d'orchestra Walther Straram. Nel 1925 i due effettuarono la prima esecuzione del Concerto per violino e orchestra di fiati di Kurt Weill.
Dal 1926 Darrieux fu la spalla dell’Orchestre des concerts Straram. Negli anni '30, Darrieux fece parte dell'Orchestre Colonne. Fu membro della giuria del Concorso Eugène Ysaÿe del 1937. Con il flautista Marcel Moyse e il violista Pierre Pasquier, registrò la Serenata op. 25 di Beethoven. Nel 1927 a Parigi effettuò la registrazione del Concerto per clavicembalo e cinque strumenti di Manuel de Falla, col compositore al clavicembalo. Darrieux ha anche registrato negli anni Venti composizioni di Robert Schumann, Isaac Albéniz, Gabriel Pierné e altri. Darrieux mancò a Saint-Jean-de-Luz il 2 settembre 1989.

## Onorificenze
- Chevalier de la Légion d'honneur (1937)
- Chevalier de l'Ordre de Léopold (1937)